# Sun Motorfahrzeuge Henri Jeannin
Sun Motorfahrzeuge Henri Jeannin war ein deutscher Automobilhersteller.

## Unternehmensgeschichte
Henri Jeannin gründete 1920 das Unternehmen Sun Automobil-Kleinkraftwagen GmbH in Berlin-Schöneberg und begann mit der Produktion von Automobilen. Der Markenname lautete Sun. 1923 erfolgte die Umfirmierung. 1924 endete die Produktion. 1938 erfolgte die Umfirmierung in Peugeot-Generalvertretung H. Jeannin. Danach verliert sich die Spur des Unternehmens.

## Fahrzeuge
Das Unternehmen stellte Kleinwagen her. Für den Antrieb sorgten luftgekühlte V2-Motoren. Die Fahrzeuge boten zwei Personen hintereinander Platz.